# Alain Schoepfer
Alain Schoepfer (* 1970) ist ein Schweizer Gastroenterologe und Hepatologe, der als Médecin Chef und ausserordentlicher Professor am Centre Hospitalier Universitaire Vaudois (CHUV) sowie an der Universität Lausanne wirkt. Er ist bekannt für seine Forschung im Bereich der entzündlichen Darmerkrankungen und eosinophilen Ösophagitis.

## Leben
Alain Schoepfer besuchte von 1977 bis 1981 die Primarschule in Basel und absolvierte von 1981 bis 1990 das Gymnasium am Kohlenberg in Basel. Anschliessend studierte er Medizin an der Universität Basel und erwarb 1998 den Doktortitel. Während seines Medizinstudiums verfasste er 1995–1996 seine Doktorarbeit mit dem Titel «Metastatic Patterns of Prostate Cancer. An Autopsy Study in 1,589 Patients» unter der Betreuung von Michael J. Mihatsch und Lukas Bubendorf am Institut für Pathologie der Universität Basel, die ausgezeichnet wurde.

## Berufliche Laufbahn
Nach seinem Militärdienst war Schoepfer zunächst als Arzt am Kantonsspital Uri tätig. Von 2001 bis 2003 arbeitete er am Kantonsspital Luzern. Seit Juli 2005 war er an der Abteilung für Gastroenterologie des Inselspitals der Universität Bern tätig und wurde 2007 zum Oberarzt befördert.
Im Dezember 2010 wechselte Schoepfer zur Abteilung für Gastroenterologie und Hepatologie am CHUV, wo er 2012 den Titel Privatdozent von der Fakultät für Biologie und Medizin der Universität Lausanne erhielt. Seit Mai 2012 ist er als Leiter am CHUV tätig und wurde 2018 zum Klinikleiter sowie zum ausserordentlichen Professor befördert.
Schoepfer leitet die gastroenterologischen ambulanten Dienste und das klinische Team für entzündliche Darmerkrankungen. Zudem fungiert er als Vertreter der Ernährungskommission und des Centre Vaudois für Anorexie und Bulimie (abC).

## Forschung
Schoepfer ist in mehreren Forschungsprojekten aktiv, insbesondere im Bereich der chronisch-entzündlichen Darmerkrankungen und eosinophilen Ösophagitis. Er war massgeblich an der Schweizer Inflammatory Bowel Disease Cohort Study (SIBDCS) beteiligt und leitete die Schweizer Eosinophilic Esophagitic Cohort Study. Zu seinen geförderten Projekten zählen unter anderem:
- «Defining clinically meaningful therapeutic endpoints in Eosinophilic Esophagitis» (2015–2018)
- «Entwicklung eines Aktivitätsindex für eosinophile Ösophagitis bei Erwachsenen und Kindern» (2011–2014)

Mit einem h-Index von 62 (2024) zählt er zu den meistzitierten Wissenschaftlern seines Fachgebietes.
Schoepfer berät verschiedene Pharmaunternehmen, darunter Dr. Falk Pharma, Receptos Pharmaceuticals, Regeneron Pharmaceuticals und Adara Pharmaceuticals. Zudem fungiert er als Gutachter für etwa 20 wissenschaftliche Fachzeitschriften, darunter Gastroenterology und das American Journal of Gastroenterology.

## Mitgliedschaften
- Schweizerische Gastroenterologische Gesellschaft (SGG/SSG)
- Schweizerische Gesellschaft für Innere Medizin (SGIM)
- European Crohn’s and Colitis Organization (ECCO)
- American Gastroenterological Association (AGA)

Er ist Gründungsmitglied der Swiss Eosinophilic Esophagitis Study Group und Präsident der European Association for Studies in Eosinophilic Esophagitis (EUREOS). Zudem gehört er dem IBD-DACH Executive Committee an und ist in mehreren wissenschaftlichen Gremien und Beiräten tätig.

## Organisation von Konferenzen
Schoepfer organisiert jährlich verschiedene Fachkonferenzen am CHUV, darunter die «Journée d’automne», und Veranstaltungen zu aktuellen Themen und Kontroversen in der Gastroenterologie. Er war zudem Mitorganisator des internationalen FALK-Symposiums zur eosinophilen Ösophagitis in den Jahren 2013 und 2017 sowie des OESO World Congress on Esophageal Diseases 2017 in Genf.

## Auszeichnungen
- Swiss Allergy Prize (2016)
- Ehrenpreis der Schweizerischen Gesellschaft für Gastroenterologie (SGG) (2014)
- Forschungsförderpreis der SGG (2010)
- Junior IBD Prize der SGG (2007)
- Preis für die beste Dissertation an der Universität Basel (1999)